# (73153) 2002 GM105
(73153) 2002 GM105 – planetoida z pasa głównego asteroid okrążająca Słońce w ciągu 3,49 lat w średniej odległości 2,3 j.a. Odkryta 11 kwietnia 2002 roku.